# The Power of Sex
The Power of Sex ist das zweite Studioalbum des deutschen Musikprojekts E-Rotic. Es erschien 1996 in Europa und 2003 in den USA. Weltweit wurden 1,4 Millionen Kopien des Albums verkauft. Es erzielte große Erfolge in den finnischen Charts, dort erreichte es Platz zwei, in Österreich und der Schweiz jeweils Platz 18.

## Hintergrund
Nachdem Lyane Leigh und Raz-Ma-Taz E-Rotic verlassen und zuvor noch die Single Willy Use a Billy … Boy veröffentlicht hatten, nahmen kurz darauf die Sängerin Jeanette Christensen und der Rapper Terence D’Arby ihre Plätze ein. Letzterer stieg allerdings wenige Wochen nach dem Einstieg in die Band wieder aus. Er wurde vom Amerikaner Ché Jouaner ersetzt. Zunächst sang die Ex-Sängerin Lyane Leigh inoffiziell weiterhin die weiblichen Parts, während Christensen bei Bühnenauftritten lediglich die Lippen bewegte. Auch die E-Rotic-Rapper D’Arby und Jouaner bewegten nur die Lippen, während Produzent David Brandes rappte. Unter dieser Besetzung entstand die Single Help Me Dr. Dick, welche für E-Rotic den 21. Platz in den deutschen Charts ergattern konnte. Darauf folgte das Album The Power of Sex. Dieses konnte größere Erfolge erzielen als das Debütalbum Sex Affairs. Die darauffolgende Single Fritz Love My Tits konnte sich in den Charts behaupten, die letzte Single (Gimme Good Sex) aus dem Album allerdings nicht.

## Musik
Wie bereits das Vorgängeralbum Sex Affairs ist The Power of Sex stilistisch ein typisches Eurodance-Album der 1990er, das weitestgehend von stampfenden Beats und eingängigen Synthesizern dominiert wird. Auf den meisten Songs gibt es eine Rap-Strophe von David Brandes, der den E-Rotic-Rappern Terence D’Arby und Ché Jouaner seine Stimme lieh, einen gesungenen Refrain von Lyane Leigh, die statt Jeanette Christensen sang, einen zusätzlichen Instrumental-Refrain nach dem Gesangspart, und immer wieder eingestreute Geräusche, die sich wie Stöhnen bei Geschlechtsverkehr anhören. Allerdings sind mit Liedern wie beispielsweise dem Titelsong auch mit Ausnahme der Texte konventionelle Pop-Balladen der 90er Jahre sowie mit Help Me Dr. Dick und Gimme Good Sex auch Dancehall angehauchte Stücke zu hören.

## Infos zu den Songtexten
In den meisten Songtexten geht es, wie für E-Rotic üblich, um Geschlechtsverkehr. In wenigen Ausnahmen (Tears in Your Blue Eyes) geht es um Liebe oder Traurigkeit.

## Covergestaltung
Das cartoonartige CD-Cover zeigt eine Frau mit nacktem Oberkörper und sechs Armen. In ihren Händen hält sie eine Rakete, das Album The Power of Sex, ein Kondom, Handschellen, ein beflügeltes Herz und Amor. Die Hintergrundfarbe unterscheidet sich von Edition zu Edition. Auf einigen Veröffentlichungen ist sie gelb, auf anderen wiederum orangefarben.

## Titelliste
| Standard Edition 1. Willy Use a Billy … Boy – 3:41 2. Why – 4:13 3. Help Me Dr. Dick – 3:42 4. Ecstasy – 3:59 5. The Power of Sex – 3:35 6. Love and Sex Are Free – 3:21 7. Talk to Your Girl – 4:47 8. Fritz Love My Tits – 4:08 9. Erotic Dreams – 4:49 10. Tears in Your Blue Eyes – 3:57 11. Gimme Good Sex – 3:50 12. Angel’s Night – 3:54 13. Freedom – 4:07 14. Willy Use a Billy … Boy (The House Remix) – 6:02 15. Help Me Dr. Dick (The First Aid Remix) – 5:54 | Special Edition 1. Help Me Dr. Dick – 3:43 2. Willy Use a Billy … Boy – 3:41 3. Why – 4:13 4. Ecstasy – 3:58 5. The Power of Sex – 3:35 6. Love and Sex Are Free – 3:21 7. Talk to Your Girl – 4:47 8. Fritz Love My Tits – 4:07 9. Erotic Dreams – 4:48 10. Tears in Your Blue Eyes – 3:57 11. Gimme Good Sex – 3:50 12. Angel’s Night – 3:54 13. Freedom – 4:06 14. Willy Use a Billy … Boy (The House Remix) – 6:02 15. Help Me Dr. Dick (The First Aid Remix) – 5:54 16. E-Rotic Megamix – 4:03 17. Willy Use a Billy … Boy (Without Sexy Heavy Breathing Voices) – 1:58 18. Help Me Dr. Dick (Dr’s Hospital Remix) – 5:04 |

## Singles
Aus dem Album wurden vier Singles ausgekoppelt:
- Willy Use a Billy … Boy
- Help Me Dr. Dick
- Fritz Love My Tits
- Gimme Good Sex

## Sonstiges
- Der E-Rotic Megamix auf der Special Edition des Albums ist ein Mix aus Max Don’t Have Sex with Your Ex, Fred Come to Bed, Sex on the Phone und Willy Use a Billy … Boy und ist nicht zu verwechseln mit der Single Die geilste Single der Welt, welche zwar dieselben Titel beinhaltet, jedoch in anderer Anordnung. Außerdem ist auf letzterem Megamix auch noch Fritz Love My Tits zu hören.